# Museo Nacional Centro de Arte Reina Sofía

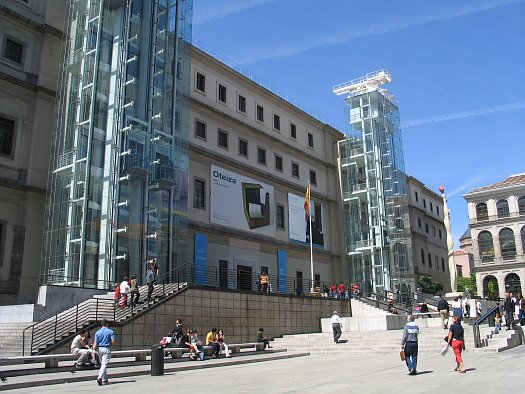
Hoofdingang

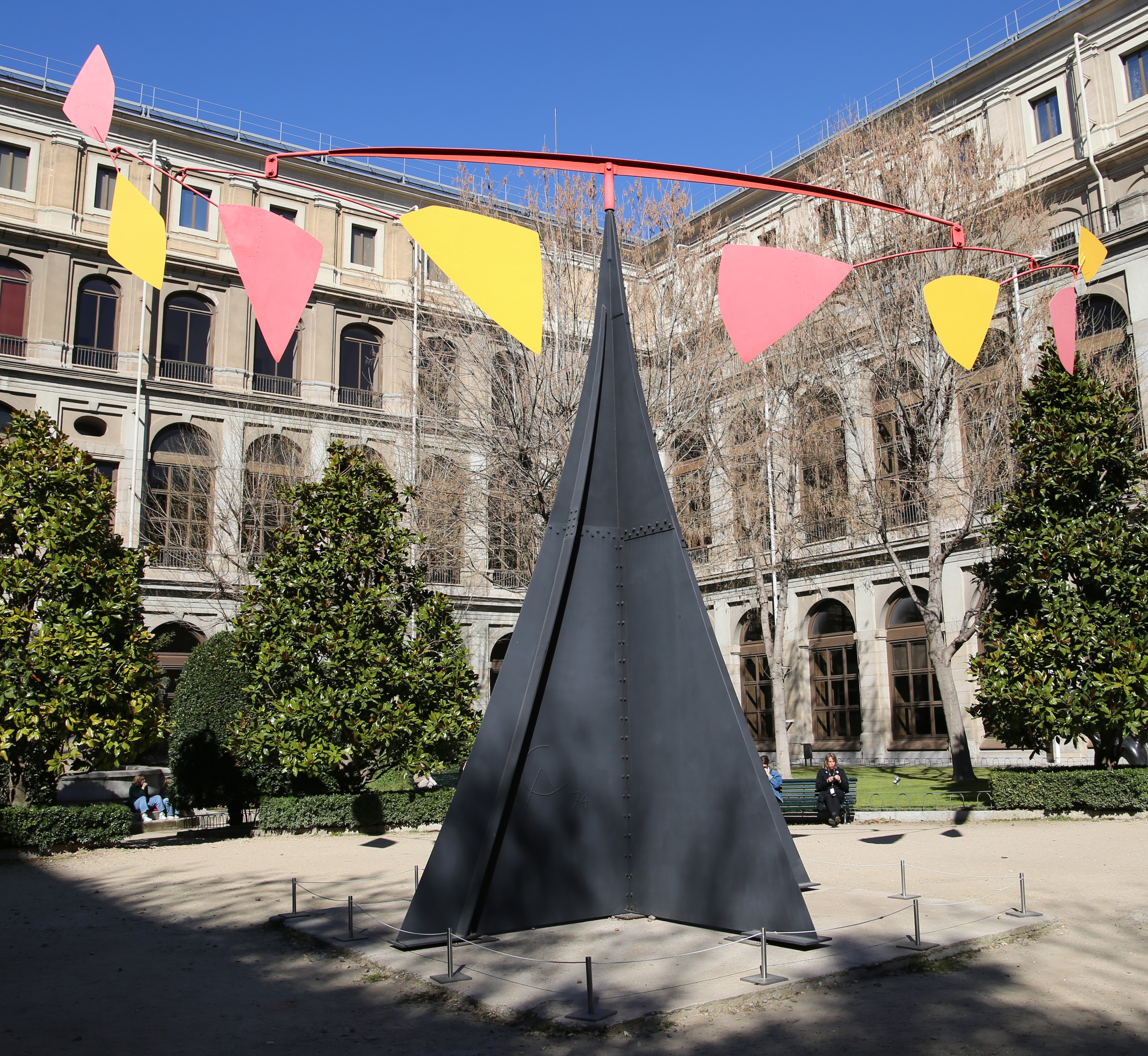
Patio met mobile van Alexander Calder

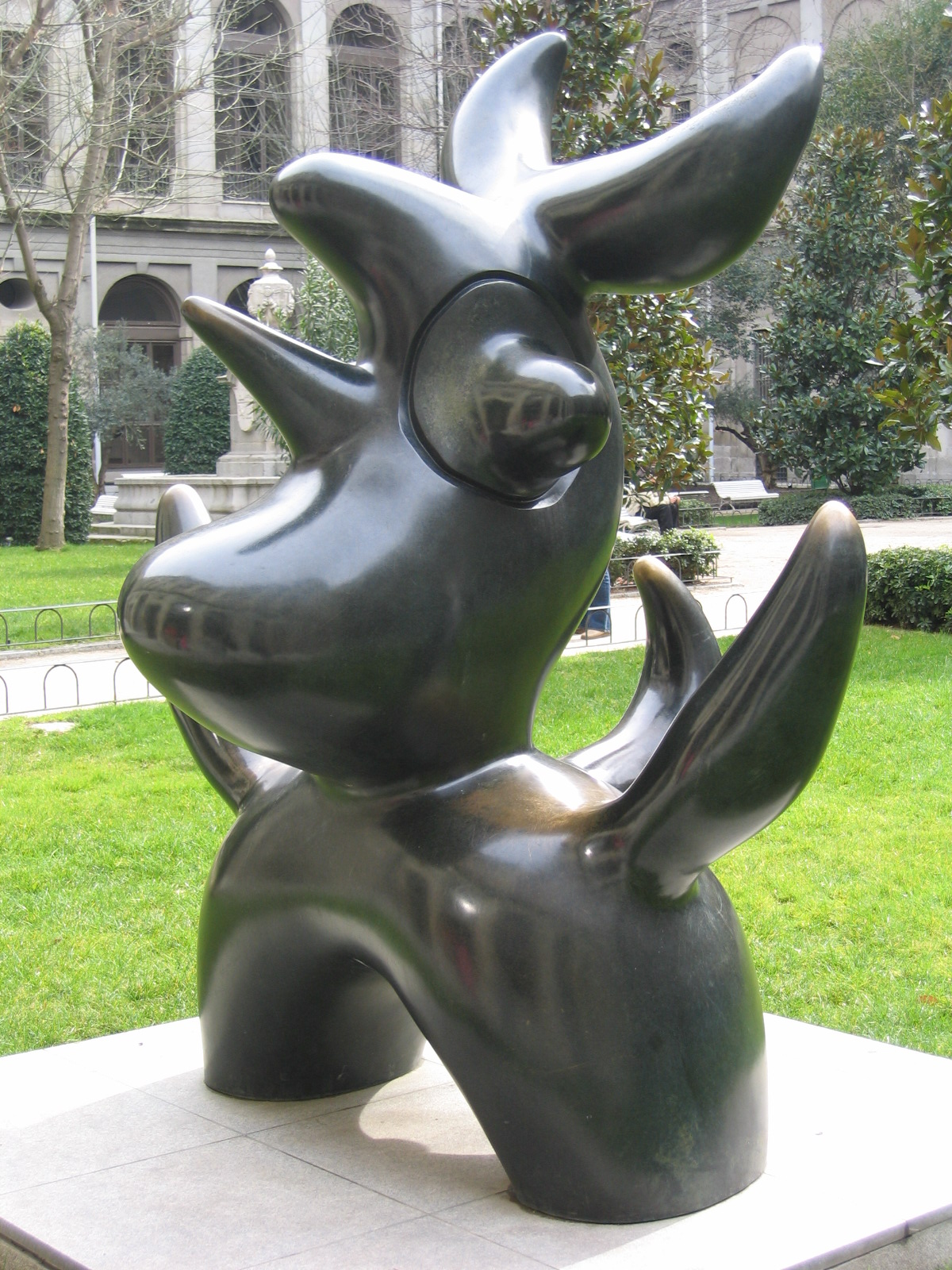
Oiseau lunaire, sculptuur van Joan Miró

Het Museo Nacional Centro de Arte Reina Sofía (MNCARS) is een museum voor moderne en hedendaagse kunst in Madrid. Het museum is ook bekend onder de naam Museo Reina Sofía en is vernoemd naar de Spaanse koningin Sofía. Het bevindt zich in de onmiddellijke omgeving van het Museo del Prado en het Museo Thyssen-Bornemisza en vormt daarmee de zogenaamde Triángulo del Arte of Triángulo de Oro (gouden driehoek) aan de Paseo del Prado.

## Collectie
Het museum is vooral gewijd aan Spaanse kunst. Het bekendste werk van de collectie is Guernica van Pablo Picasso. Hoogtepunt van de permanent tentoongestelde museumcollectie (570 werken) zijn de werken van Picasso en een andere Spaanse 20e-eeuwse meester, Salvador Dalí. Vele kunstwerken zijn afkomstig van het niet meer bestaande museum voor moderne kunst Museo Español de Arte Contemporáneo, alsmede van de afdeling moderne kunst van het Museo del Prado.
Het Museo Reina Sofía bezit ook een aanzienlijke verzameling werken (o.a. 4000 schilderijen, 3000 tekeningen en 1400 beelden) van kunstenaars (schilders en beeldhouwers) als Juan Gris, Joan Miró, Julio González, Eduardo Chillida, Antoni Tàpies, Pablo Gargallo, Lucio Muñoz, Luis Gordillo, Jorge Oteiza, José Gutiérrez Solana en Gerardo Rueda.
Internationale kunstenaars zijn minder vertegenwoordigd in de permanente collectie, maar er zijn werken te zien van Georges Braque, Robert Delaunay, Yves Tanguy, Yves Klein, Jean Dubuffet, Roy Lichtenstein, Man Ray, Mark Rothko, Henry Moore, Jacques Lipchitz, Joseph Beuys, Wolf Vostell, Hanne Darboven, Gerhard Richter, Nam June Paik, Lucio Fontana, Mario Merz en een groot werk van Francis Bacon.
In de patio van het Museo Reina Sofía bevinden zich diverse beeldhouwwerken, onder andere van Alexander Calder en Hans Arp.

## Geschiedenis
In het voormalige 18e-eeuwse ziekenhuis Hospital de San Carlos werd in 1986 een centrum voor moderne kunst geopend, Centro Arte Reina Sofía. Twee jaar later werd het centrum tot nationaal museum verklaard en omgedoopt in Museo Nacional Centro de Arte Reina Sofía. Het museum werd op 10 september 1992 officieel geopend.
Vanaf 1980 zijn reeds uitgebreide renovaties aan het oude ziekenhuisgebouw uitgevoerd en er zijn diverse uitbreidingen gedaan om de expositieruimte te vergroten. In 1989 werden drie glazen torens voor luchtcirculatie toegevoegd aan het oorspronkelijke gebouw. In 2001 werd aan de Franse architect Jean Nouvel opdracht gegeven een uitbreiding van 8000 m² te ontwerpen. De uitbreiding, die € 92 miljoen kostte, werd in september 2005 geopend.